# Göteborgs kulturkalas

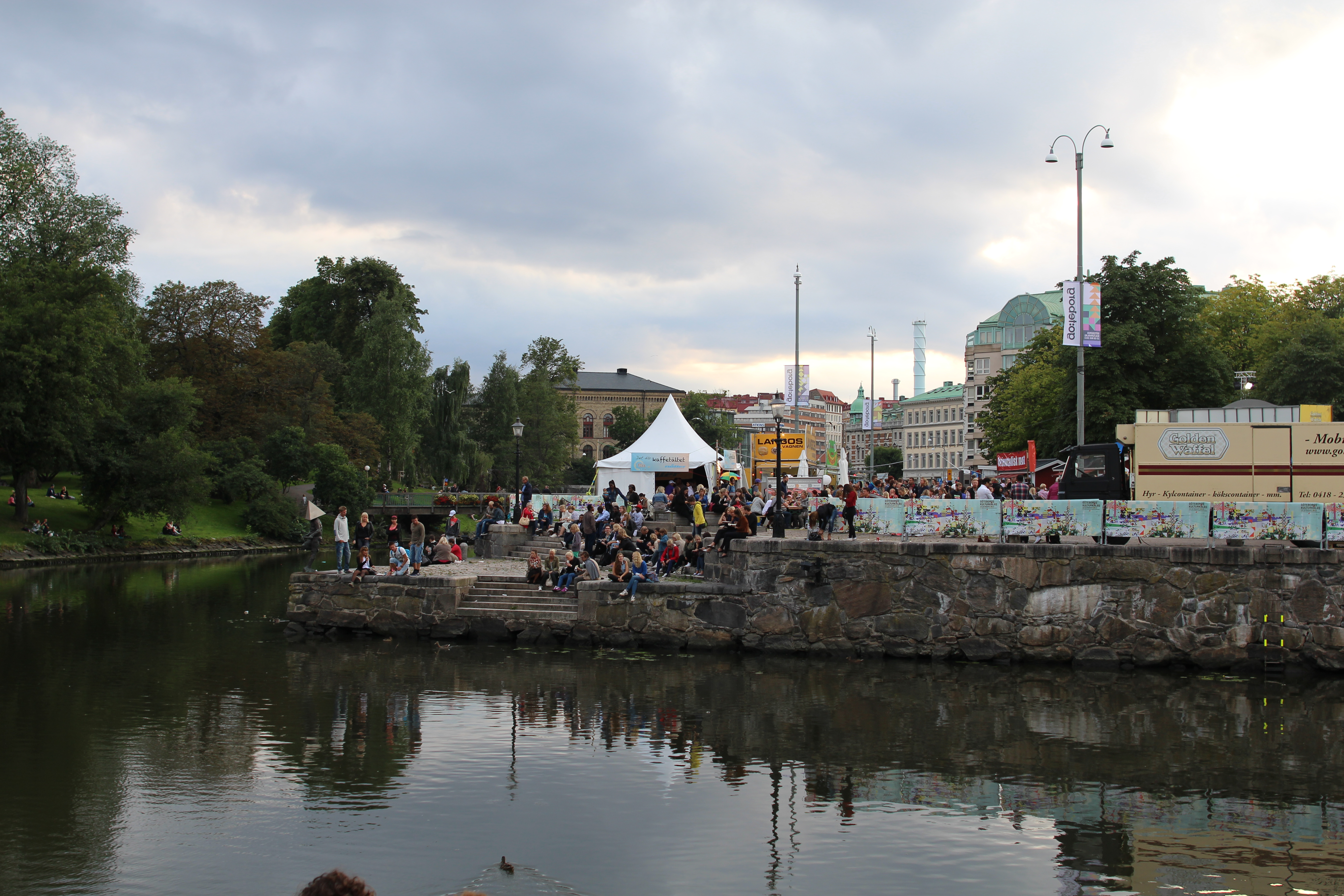
Kungstorget under Göteborgs kulturkalas sett från motsatta sidan av kanalen (2013)

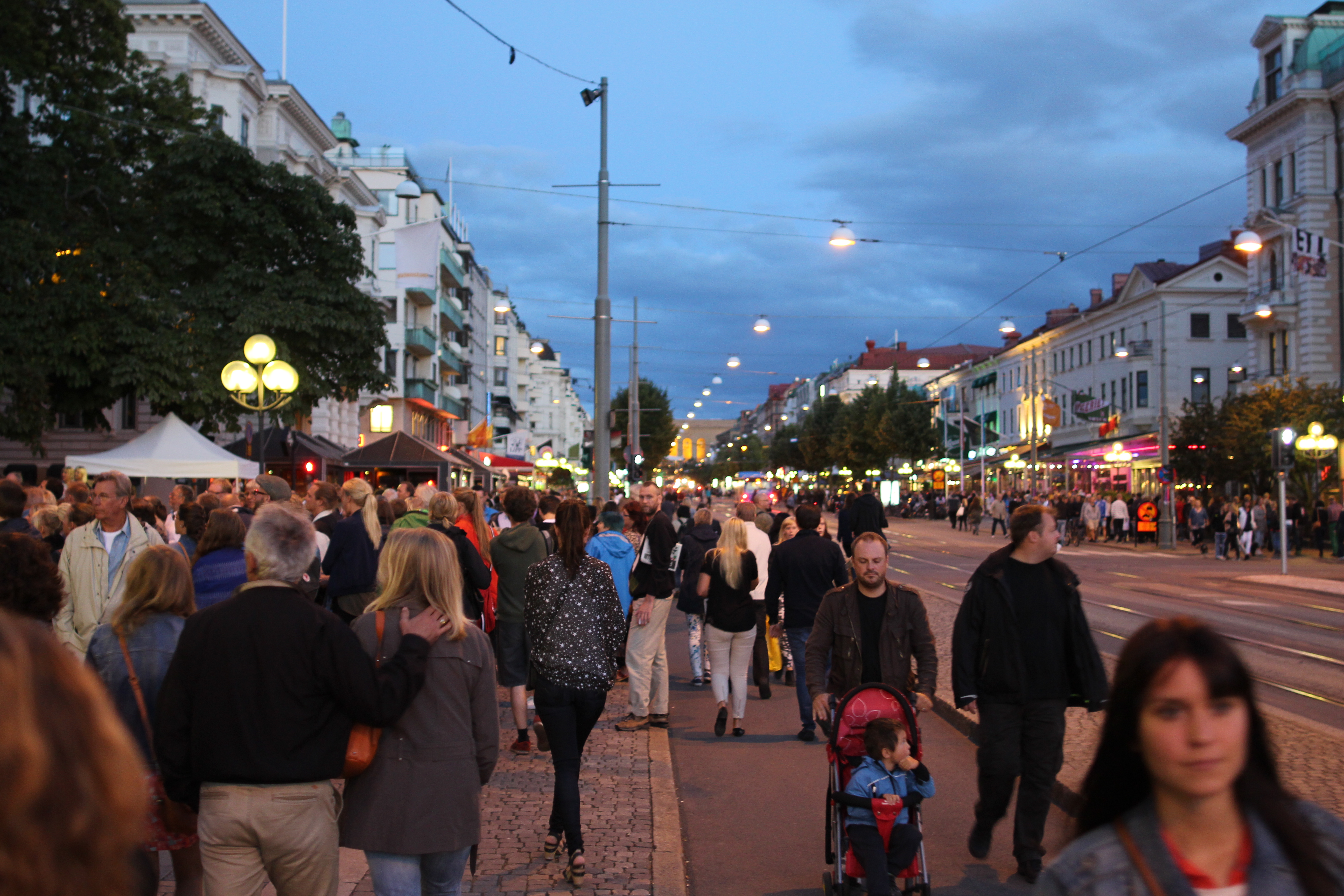
Kungsportsavenyn under Göteborgs kulturkalas (2013)

Göteborgs Kulturkalas, på engelska: Gothenburg Culture Festival eller bara kulturkalaset, är en stadsfest i Göteborg med fokus på mat, möten, musik och människor. Grundtanken är att samtliga uppträdanden ska vara gratis och att mycket ska ske i det offentliga rummet.
Göteborgs Kulturkalas är ett samarbete mellan Göteborgs Stad och kulturaktörer i staden. Organisatoriskt sköts festivalen av Göteborg & Co.

## Historia
Kulturkalaset anordnades första gången 2007 och ägde rum under tredje veckan i augusti fram till 2018. Kulturkalaset tog över efter Göteborgskalaset som anordnades under andra veckan i augusti varje år mellan 1991 och 2005. Året däremellan, 2006, anordnades EM-festen. En orsak till förändringen var politikernas oro för att antalet fall av fylleri och brott ökat kraftigt under Göteborgskalaset och hotade att ge både evenemanget och staden ett sämre rykte.[källa behövs] När Kulturkalaset återkom efter pandemiåren så har det sedan 2022 ägt rum under tre till fyra dagar i månadsskiftet augusti-september. Antalet festivalplatser i centrum har också blivit färre än innan pandemin.
Kulturkalaset omfattade år 2007 cirka 650 programpunkter och kostade omkring 18 miljoner kronor vilket var mindre än de tidigare årens Göteborgskalas som årligen kostade cirka 22 miljoner kronor. 2017 var budgeten mindre vilket resulterade i färre festivalplatser, mindre utbud och en dag kortare än tidigare. 2018 samkördes Kulturkalaset med West Pride som det året arrangerade EuroPride. 2019 kom festivalen att äga rum en vecka tidigare än förut och arrangerades då i samarbete med European Choir Games och musikfestivalen Way Out West. 2020 blev festivalen inställd på grund av Coronavirusutbrottet 2019–2021.
2021 bantades festivalen och kortades ner till hälften, den blev då bara tre dagar lång istället för sex. Festivalen ägde då åter rum under tredje veckan i augusti men från fredag till söndag.
Även 2022 års festival kom att vara kortare än normalt men den blev dock en dag längre än den föregående. Dessutom gick festivalen av stapeln två veckor senare än förut och ägde då rum mellan torsdagen den 1 september och söndagen den 4 september. 2023 års festival kom också att äga rum samma vecka som fjolårets men den blev däremot en dag kortare igen. Denna vecka gällde också för 2024 års festival som dock åter blev en dag längre. 2023 introducerades en bar med lokala öl och vin-tillverkare på Kungstorget och 2024 adderades även en whiskeybar.
2025 kommer festivalen att vara under den sista veckan i augusti, alltså samma vecka som under de senaste tre åren. Den blir däremot en dag kortare än fjolårets men till skillnad från 2023 års festival, som också bara var tre dagar lång, så blir den torsdag till lördag istället för fredag till söndag.

## Datum för festivalen
- 2007, 14-19 augusti
- 2008, 12-17 augusti
- 2009, 11-16 augusti
- 2010, 10-15 augusti
- 2011, 16-21 augusti
- 2012, 14-19 augusti
- 2013, 13-18 augusti
- 2014, 12-17 augusti
- 2015, 11-16 augusti
- 2016, 16-21 augusti
- 2017, 16-20 augusti
- 2018, 14-19 augusti
- 2019,  6-11 augusti
- 2020, Inställd på grund av Coronavirusutbrottet 2019–2021
- 2021, 20-22 augusti och anpassad till de då rådande restriktionerna på grund av    Coronavirusutbrottet 2019-2021
- 2022, 1-4 september
- 2023, 1-3 september
- 2024, 29 augusti - 1 september
- 2025, 28-30 augusti